# Phyprosopus pardan
Phyprosopus pardan är en fjärilsart som beskrevs av Dyar 1921. Phyprosopus pardan ingår i släktet Phyprosopus och familjen nattflyn. Inga underarter finns listade i Catalogue of Life.